# Диогуарди, Кара
Ка́ра Эли́забет Диогуа́рди (англ. Kara Elizabeth DioGuardi, MWCD /KAR-ə dē-ō-GWÄR-dē/) — американская исполнительница и автор песен, продюсер, музыкальный редактор, руководитель отдела по артистам и репертуару, телеведущая. Автор многих известных песен Келли Кларксон, Бритни Спирс, Кристины Агилеры, Леоны Льюис, Энрике Иглесиаса, Backstreet Boys, Селин Дион, P!nk, Хилари Дафф.
С 2008 года — вице-президент по вопросам репертуара и артистов в Warner Bros.

## Биография
Кара родилась в маленьком американском городе Оссининг 9 декабря 1970 года в семье американки албанского происхождения и американца, который родился в семье арбереша (родом из Италии) и итальянки из Нью-Йорка.
Её отец, Джозеф, был конгрессменом от республиканцев и сейчас возглавляет Албанско-Американскую Гражданскую Лигу. Её мать умерла в 1997 году от рака яичников.
Кара выросла в пригородах Нью-Рошела и Скарсдейла, в ходила в частную школу Доббс Ферри, затем получила диплом политолога в Университет Дьюка.
После окончания университета работала в журнале «Billboard» менеджером по продаже рекламы.

## Карьера

### Музыка
Во время обучения в университете Кара открыла в себе талант исполнительницы, а затем, ища материал для выступления — и дар композитора. Первый профессиональный опыт написания песен Кара получила в 1995 году, начав работать с популярной в те годы певицей Полой Абдул. Кара отдала песню «Spinning Around», предназначавшуюся для невыпущенного танцевального альбома Полы 1997 года, Кайли Миноуг и она стала хитом в 2000-м.
Настоящий успех пришёл к Каре в 2000-е годы, вместе с модой на очень молодых исполнителей.
Около 50 её песен в разное время занимали 1-е место в мировых чартах. 169 песен из 279, зарегистрированных в базе композиторов, были выпущены на альбомах, ставших платиновыми. У Кары есть 15 наград BMI за ротацию песен на радио (150 млн раз).

### Бизнес
Кара владеет частью звукозаписывающей компанией «Arthouse Entertainment», выпустившей такие песни, как «Grace Kelly» Мики, «Apologize» и «Stop and Stare» группы «OneRepublic», «Sober» Pink, «Pieces of Me» Эшли Симпсон.

### Реалити-шоу
После участия в провальных шоу, в 2009 Кару пригласили судить начинающих исполнителей в восьмом, а затем и девятом сезоне шоу «American Idol», где её давний партнёр Пола Абдул была организатором.
Уйдя в 10-м сезоне, Кара продолжила писать песни для конкурсантов и сотрудничать с победителями. В данный момент Кара занимается шоу «Going Platinum», подражающем «American Idol» на телеканале «Bravo».

## Личная жизнь
С 5 июля 2009 года Кара замужем за генеральным подрядчиком Майком МакКадди (род.1975), с которым она встречалась 2 года до их свадьбы. У супругов есть сын, рождённый суррогатной матерью — Грейсон Джеймс Кэрролл МакКадди (род.31.01.2013).

## Список избранных композиций
| Композиция                                         | Исполнитель      |
| -------------------------------------------------- | ---------------- |
| Runaway                                            | Аврил Лавин      |
| Ain’t No Other Man                                 | Кристина Агилера |
| Oh Mother                                          | Кристина Агилера |
| Stranger                                           | Хилари Дафф      |
| Someone’s Watching over Me                         | Хилари Дафф      |
| With Love                                          | Хилари Дафф      |
| Play with Fire                                     | Хилари Дафф      |
| Walk Away                                          | Келли Кларксон   |
| Pieces of Me                                       | Эшли Симпсон     |
| La La                                              | Эшли Симпсон     |
| Boyfriend                                          | Эшли Симпсон     |
| L.O.V.E.                                           | Эшли Симпсон     |
| A Little Bit                                       | Джессика Симпсон |
| Kicking and Screaming                              | Майли Сайрус     |
| We Got the Party                                   | Майли Сайрус     |
| Rich Girl                                          | Гвен Стефани     |
| Beep                                               | Pussycat Dolls   |
| I Don’t Need a Man                                 | Pussycat Dolls   |
| Baby Love                                          | Pussycat Dolls   |
| Sober                                              | Pink             |
| Confessions of a Broken Heart (Daughter to Father) | Линдси Лохан     |
| My Innocence                                       | Линдси Лохан     |
| No Boundaries                                      | Адам Ламберт     |
| Escape                                             | Энрике Иглесиас  |
| Welcome to My Truth                                | Анастейша        |
| Good Girls Go Bad                                  | Cobra Starship   |
| Wanted                                             | Джесси Джеймс    |
| Supergirl                                          | Ханна Монтана    |

## Избранная фильмография
| Год  |   | Русское название | Оригинальное название | Роль              |
| ---- | - | ---------------- | --------------------- | ----------------- |
| 2009 | с | Ханна Монтана    | Hannah Montana        | в роли самой себя |